# Cliona orientalis
Cliona orientalis är en svampdjursart som beskrevs av Thiele 1900. Cliona orientalis ingår i släktet Cliona och familjen borrsvampar. Inga underarter finns listade i Catalogue of Life.